# Abiskojaure
68°17′50″N 18°37′0″Ø / 68.29722°N 18.61667°Ø
Abiskojaure (nordsamisk: Ábeskojávri) er en sø i Abisko Nationalpark i Kiruna kommun i Sverige.
Abiskojaures ligger 488 meter over havet og har et areal på 282 hektar. Søen er 35 meter på det dybeste.
Abiskojaure er en klar, næringsfattig (oligotrof) bjergsø som savner vegetation. Fra de omkringliggende bjerge strømmer bække og smeltevand til, mens søens vand løber videre gennem floden Abiskojåkka til søen Torneträsk. Den eneste fiskeart i søen er fjeldørred.